# Zielonka (sielsowiet Opsa)
Zielonka – wieś na Białorusi, w obwodzie witebskim, w rejonie brasławskim, w sielsowiecie Opsa.

## Historia
W dwudziestoleciu międzywojennym kolonia leżała w Polsce, w województwie nowogródzkim (od 1926 w województwie wileńskim), w powiecie brasławskim, w gminie Dryświaty.
Według Powszechnego Spisu Ludności z 1921 roku zamieszkiwało tu 19 osób, 9 było wyznania rzymskokatolickiego a 10 staroobrzędowego. Jednocześnie 9 mieszkańców zadeklarowało polską przynależność narodową a 10 białoruską. Były tu 2 budynki mieszkalne. W 1931 zamieszkiwało tu 18 osób w 3 budynkach.
Miejscowość należała do parafii rzymskokatolickiej i prawosławnej w Dryświatach. Podlegała pod Sąd Grodzki w m. Turmont i Okręgowy w Wilnie; właściwy urząd pocztowy mieścił się w Dyrświatach.